# 第二次南寧戰鬥
南寧戰鬥發生於1924年6月17日—26日，地點是在中國桂南。是北洋政府時期內戰之一，交戰兩方為李宗仁、黃紹雄混部及陸榮廷部。最後，李宗仁、黃紹雄混部獲勝，陸榮廷部敗退。